# Juan Mayr
Juan Mayr Maldonado (sinh ngày 27.5.1952) là một nhiếp ảnh gia và nhà bảo vệ môi trường người Colombia. Từ năm 1993 tới 1996, Mayr được bầu làm phó chủ tịch Liên minh Bảo tồn Thiên nhiên Quốc tế IUCN. Năm 1998 ông trở thành bộ trưởng bộ môi trường Colombia. Ông cũng là chủ tịch của Hội nghị Liên Hợp Quốc về an toàn sinh học.

## Giải Goldman
Mayr được tặng Giải Môi trường Goldman năm 1993, cho việc lãnh đạo cuộc đấu tranh để bảo vệ đa dạng sinh học ở dãy núi Sierra Nevada de Santa Marta. Ông đã sống 2 năm với thổ dân Kogi, và sáng lập quỹ Fundación Pro-Sierra Nevada de Santa Marta năm 1986. Năm 1994 chính phủ Colombia đã trả lại 19.500 hectares đất truyền thống cho dân bản xứ của vùng Sierra Nevada.

## Tác phẩm chọn lọc
- Mayr Maldonado, Juan (2008). "The Law of The Mother" (Article). Resurgence (bằng tiếng Anh). Số 250. ISSN 0034-5970. Truy cập ngày 29 tháng 9 năm 2010.